# Superhero Movie
Superhero Movie (Brasil: Super-Herói: O Filme / Portugal: Superhero Movie - Um Estrondo de Filme!) é um filme estadunidense de 2008, do gênero comédia, escrito e dirigido por Craig Mazin, produzido por Robert K. Weiss e David Zucker, e estrelado por Drake Bell, Sara Paxton, Christopher McDonald e Leslie Nielsen. Foi originalmente intitulado Superhero! como uma homenagem a um dos filmes anteriores dos Zuckers, Airplane!, em que Nielsen também estrelou.
É uma paródia aos filmes e aos próprios super-heróis, principalmente Homem-Aranha de Sam Raimi e Batman Begins de Christopher Nolan, bem como outras adaptações de cinema de quadrinhos modernos. O filme possui características parecidas com a série cinematográfica Scary Movie, com o qual o pôster do filme compartilha uma semelhança com os cartazes dos filmes da franquia. Superhero Movie também foi inspirado e contém homenagens a alguns dos primeiros filmes de paródia de David Zucker, Jerry Zucker e Jim Abrahams, como Airplane! e The Naked Gun.
No decorrer da história, ocorrem diversas batalhas cômicas e acontecimentos inesperados entre os personagens. Superhero Movie reúne parodicamente filmes dos super-heróis Homem-Aranha, Superman, Batman, X-Men e outros. Outras piadas sobre a cultura popular dos Estados Unidos são vistas durante todo o filme.
A produção do filme começou em 17 de setembro de 2007, em Los Angeles. Foi lançado em 28 de março de 2008 nos Estados Unidos, com críticas geralmente negativas, mas obteve um sucesso moderado de bilheteria, arrecadando mais de US$ 71 milhões de dólares.

## Enredo
Rick Riker é um estudante impopular da escola secundária de Empire City, com um único amigo (Trey). Ele mora com seu tio Albert e a Tia Lucilia. É apaixonado por Jill Johnson, que mal nota a existência dele e namora o rival Lance Landers. Rick e Trey vão numa excursão escolar a um laboratório de pesquisa animal. Nesse lugar, Rick conhece Lou Landers e percebe que o homem está com algum problema de saúde. Dr. Strom, o pesquisador-chefe do laboratório, mostra aos alunos suas sete libélulas geneticamente alteradas, mas no compartimento de vidro, estão apenas seis, pois uma escapou. Rick é picado pelo animal fugido e começa a sofrer inchaços e erupções na pele.
Rick chega em casa bastante mal. Seus tios estavam conversando no sofá quando Rick entra e notam que o sobrinho estava agindo de maneira estranha. Acreditam que seja efeito da puberdade e tio Albert vai ao seu quarto conversar sobre isso, mas Rick logo cai no sono.
Rick acorda na manhã seguinte, com um estranho vídeo que recebeu de um homem que o conheceu no Facebook. Enquanto isso, Lou Landers sofre um acidente e se transforma no supervilão Ampulheta (Hourglass), que se alimenta da vida humana como um vampiro. Em uma feira de ciências, Rick encontra um cômico, rude e mesquinho Stephen Hawking (sucessivamente ferido durante todo o filme). O estudante sofre acidentes, tais como ficar preso a fontes de água. Todo esse episódio faz com que ele descubra que tem superpoderes, tais como a capacidade de andar em paredes, além de uma força incrível. Mas fica frustrado ao não poder voar. Ele testa sua força em um beco e anda pelas paredes. Ali dança break. Avista uma idosa prestes a ser atropelada por um caminhão na estrada e a empurra do caminho, colidindo com o caminhão. No entanto, com o empurrão, a senhora acaba por morrer.
Trey oferece para ser seu ajudante, mas Rick não aceita. Tio Albert conta a Rick sobre os pais que morreram num assalto (paródia de Batman Begins). Infelizmente, Rick perdeu a fortuna que herdou, ao ouvir o conselho de seu pai moribundo que pediu que ele investisse seu dinheiro na Enron ao invés da Google.
Rick depois observa a garota de seus sonhos, Jill, que sai com o Lance em seu carro. Rick quer um carro, e ele sai para obter o dinheiro do banco. Ele não consegue, porém, qualquer crédito ou pagamento.
Depois que seu tio é ferido, Rick conhece Charles Xavier e sua escola para mutantes (X-Men). Rick é aconselhado a fazer um traje pela Sr.ª Xavier e assim ele  se torna o super-herói Libélula. Rapidamente é uma nova sensação até ser derrotado pelo  Ampulheta, que acaba cortando-o com pequenas lâminas e depois foge.
Jill então é vista andando em um beco e é atacada por bandidos, mas o Libélula a salva. Os dois então tentam se beijar, mas encontram dificuldades por causa de Libélula estar pendurado de cabeça para baixo. Finalmente se beijam pela primeira vez.
A seguir ocorre um jantar de Ação de Graças na casa de Rick. Durante a Ação de Graças, Landers visita a família (ninguém sabe que  ele é o Ampulheta). Quase surpreende Rick vestido como o Libélula.
Assim que Rick e Jill estão prestes a se beijarem, o Ampulheta volta e mata a tia Lucille, que não parava de soltar puns. Depois de um funeral cômico, Rick decide desistir de ser super-herói.
Trey e Tio Albert encontram Rick depois do funeral, e tentam convencê-lo a encontrar e derrotar o Ampulheta. Na cerimônia, o vilão elabora um plano para tornar-se imortal, matando milhares de pessoas. Rick descobre onde ele planeja fazer isso, uma convenção internacional. Lou encontra Rick e o faz pensar que ele está disfarçado como o Dalai Lama. Reaparece como o Ampulheta e luta com o Libélula, soterrando-o sob entulhos.
Depois de um discurso sincero dito por Stephen Hawking, Rick e Ampulheta brigam no telhado. Lou Landers, explode. Jill, que estava aprisionada pelo Ampulheta, cai. Libélula pula para salvá-la, e ela descobre que ele é Rick. Jill é salva e surgem asas no Libélula que assim consegue voar.

## Elenco
- Drake Bell como Rick Riker/Libélula (paródia do Peter Parker/Homem-Aranha)
- Sara Paxton como Jill Johnson (paródia de Mary Jane Watson)
- Christopher McDonald como Lou Landers/Ampulheta (paródia do Norman Osborn/Duende Verde)
- Leslie Nielsen como Tio Albert Adams Riker (paródia do Tio Ben Parker)
- Kevin Hart como Trey (paródia de Harry Osborn)
- Marion Ross como Tia Lucille Adams (paródia da Tia May Parker)
- Ryan Hansen como Lance Landers (paródia de Flash Thompson)
- Robert Joy como Stephen Hawking
- Brent Spiner como Dr. Strom
- Jeffrey Tambor como Dr. Whitby
- Tracy Morgan como Professor Xavier
- Regina Hall como Mrs. Xavier
- Pamela Anderson como Mulher Invisível
- Simon Rex como Tocha Humana
- Robert Hays como Blaine Riker
- Nicole Sullivan como Julia Riker
- Sam Cohen como Rick Riker jovem
- Dan Castellaneta como Carlson
- Keith David como Chief Karlin
- Marisa Lauren como Tempestade
- Miles Fisher como Tom Cruise
- Charlene Tilton como Sra. Johnson
- Sean Simms como Barry Bonds
- Freddie Pierce como Tony Bennett
- Howard Mungo como Nelson Mandela
- Kurt Fuller como Sr. Thompson
- Lil' Kim como Filha do Xavier

## Trilha sonora
A estrela do filme Drake Bell compôs (junto com Michael Corcoran) e gravou uma canção para o filme, intitulado "Superhero! Song" durante pós-produção do filme. Sara Paxton emprestou vocais para a canção. Esta canção pode ser ouvida nos créditos do filme, no entanto, a música é creditada como "Superbounce". Ela foi publicada originalmente na página musical de Bell no site MySpace. Foi lançado na iTunes Store como um único download digital em 8 de Abril de 2008.
Sara Paxton também canta a segunda canção ouvida durante os créditos intitulada "I Need A Hero", que ela também escreveu com Michael e Jay Johnny Pedersen.

## Lançamento e recepção
O filme foi lançado em 2008 no dia 28 de Março nos Estados Unidos, 18 de abril no Brasil e 21 de Agosto em Portugal.

### Bilheteria
Em seu fim de semana de estreia, o filme arrecadou US$ 9,510,297 em 2.960 cinemas com média de US$ 3,212 por sala e ficando em terceiro lugar nas bilheterias. O filme encerrou seu circuito nos cinemas arrecadando US$ 25,881,068 na América do Norte e US$ 45,285,554 no exterior, perfazendo um total mundial de US$ 71,166,622.

### Crítica
Superhero Movie teve uma recepção geralmente desfavorável pelos críticos profissionais. Com uma taxa de aprovação de 16% em base de 51 avaliações, o Rotten Tomatoes chegou ao consenso: "Superhero Movie não é o pior do gênero paródia, mas depende de piadas cansadas e referências à cultura pop todas iguais". No Metacritic, o filme tem a pontuação 13/100 com base em catorze críticas, indicando "críticas geralmente desfavoráveis". O público consultado pelo CinemaScore deu ao filme uma nota média "C+" em uma escala de "A+" a "F".

## DVD e blu-ray
Superhero Movie foi lançado em DVD no dia 8 de Julho de 2008 e mais tarde em Blu-ray. Foi lançado na classificação americana PG-13 e com duas versões: uma normal (75 min) e outra estendida (81 min). Os comentários do DVD e Blu-ray foram feitos por Zucker, Weiss, e Mazin. Ambos formatos também possui cenas deletadas e um final alternativo.